# Ludwik Wirtemberski-Mömpelgard
Ludwik Fryderyk Wirtemberski-Mömpelgard (ur. 29 stycznia 1586, Mömpelgard, zm. 26 stycznia 1631, Mömpelgard) – książę Wirtembergii-Mömpelgard.
Syn księcia Fryderyka I i Sybilli z Anhalt. Jego dziadkami byli hrabia Jerzy I Wirtemberski-Mömpelgard i Barbara Heska oraz książę Joachim Ernest von Anhalt-Zerbst i Agnes von Barby.
Zgodnie z rodowym porozumieniem zawartym 28 maja 1617 roku między synami księcia Fryderyka, Ludwik otrzymał tytuł księcia Wirtembergii-Mömpelgard. tym samym kontynuował on linię książąt Mömpelgard. W czasie jego panowania przez tereny księstwa przetoczyła się wojna trzydziestoletnia, plagi głodu i dżumy.
Po śmierci swojego brata Jana Fryderyka objął regencję nad księstwem Wirtembergii i opiekował się niepełnoletnim synem Jana – Eberhardem. W czasie jego regencji 28 lipca 1628 cesarz Ferdynand II wydał edykt restytucyjny, na mocy którego Wirtembergia jako księstwo protestanckie straciła jedną trzecią terytorium.
Zachorował w listopadzie 1630 roku, udał się do swojego zamku w Mömpelgard i tam zmarł w styczniu 1631 roku. Regencję przejął jego brat Juliusz Wirtemberski-Weiltingen.
9 lipca 1619 roku ożenił się z Elżbietą (1600-1624), córką landgrafa Hesji-Darmstadt Ludwika V Wiernego. Mieli trójkę dzieci:
- Krzysztof (1620-1621)
- Henrietta (1623-1650)
- Leopold (1624-1662) – ożenił się z córką księcia Jana Fryderyka Wirtemberskiego Sybillą (1620-1707).

Po śmierci Elżbiety, Ludwik ożenił się ponownie 14 maja 1625 z Anną von Nassau-Saarbrücken-Weilburg mieli również trójkę dzieci:
- Jerzy (1626-1699)
- Henryk (1627-1628)
- Georgia (1630)